# Барбара де Анджелис
Барбара Де Анджелис (на английски: Barbara De Angelis) е американски психотерапевт, консултант по човешки взаимоотношения, телевизионна личност, лектор и духовен учител, и писателка на произведения в жанра книги за самопомощ.

## Биография и творчество
Барбара Де Анджелис е родена на 4 март 1951 г. във Филаделфия, Пенсилвания, САЩ. Получава докторска степен по психология от Колумбийския тихоокеански университет (вече несъществуващ и неакредитиран, но одобрен от държавата университет) в Сан Рафаел, Калифорния.
Първата ѝ книга „Как да поддържаме любовта“ е издадена през 1991 г. и в помощ на хората да намерят подходящия партньор. Книгата става бестселър на „Ню Йорк Таймс“ и я прави известна. Следват още нейни книги, които стават бестселъри – „Тайните за мъжа, които всяка жена трябва да знае“, „Ти ли си най-подходящият за мен“, „Как стигнах дотук?“ и други. Произведенията ѝ са преведени на 25 езика и са издадени в милиони копия по света.
Нейният рекламен клип Making Love Work печели награда като най-добър рекламен клип за 1994 г. Тя има краткотрайно токшоу по CBS през деня в началото на 1991 г. Изнася стотици презентации на корпоративни групи и е водеща на десетки конференции заедно с Далай Лама, сър Ричард Брансън, Дийпак Чопра, Уейн Дайър, Луиз Хей, Фредерик де Клерк, Лес Браун и много други. Тя е основател и изпълнителен директор на Центъра за личностно израстване в Лос Анджелис и е президент на Shakti Communications, Inc., която работи за предаването на просветени послания към света чрез всички електронни и печатни медии.
Тя е пионер в областта на личната трансформация като един от първите специалисти, популяризирали идеята за самопомощ през 80-те години на ХХ век и като един от първите национално признати жени мотивационни учители по телевизията. Удостоена е с наградата „Златен чук“ за 2007 г. като забележителен оратор на века, и е една от само пет жени, които получават тази награда в нейната 50-годишна история.
Барбара Де Анджелис живее със семейството си в Санта Барбара, Калифорния.

## Произведения
- How To Make Love All The Time: Make Love Last a Lifetime (1991)[1][3]
Как да поддържаме любовта, изд. „Дамян Яков“ (1993), прев. Анжела Лазарова
- Secrets about Men Every Woman Should Know (1991)
Тайните за мъжа, които всяка жена трябва да знае, изд. „Дамян Яков“ (1992, 2000, 2009), прев. Боряна Георгиева, Албена Димова
- Are You the One for Me?: Knowing Who's Right and Avoiding Who's Wrong (1992)
Ти ли си най-подходящият за мен, изд. „Дамян Яков“ (1994, 2009), прев. Анджела Лазарова
- Real Moments: Discover the Secret for True Happiness (1994)
Истинските мигове : Как и защо отлагаме щастието? , изд. „Албор“ (1996), прев. Станислава Миланова
- Real Moments for Lovers: The Enlightened Guide for Discovering Total Passion and True Intimacy (1995)
Истински мигове за влюбени, изд. „Албор“ (1996), прев. Станислава Миланова
- Ask Barbara: The 100 Most-Asked Questions About Love, Sex and Relationships (1997)
Кратка енциклопедия на любовта : Най-задаваните 100 въпроса за любовта, секса и любовната връзка, изд. „Албор“ (1997), прев. Тихомир Шамутков
- The Real Rules: How to Find the Right Man for the Real You (1997)
Златните 25 правила в любовта, изд. „Албор“ (1999), прев. Тихомир Шамутков
- Chicken Soup for the Couple’s Soul (1999) – сборник с Джак Канфийлд, Марк Виктор Хансен, Марк Донъли и Криси Донъли
Пилешка супа за влюбени души, изд.: ИК „Кибеа“, София (1999), прев. Ирина Димитрова
- Passion (1999)
- Secrets About Life Every Woman Should Know: Ten Principles for Total Emotional and Spiritual Fulfillment (1999)
Тайните за живота, които всяка жена трябва да знае : Десет принципа за пълно емоционално и духовно удовлетворение, изд. „Дамян Яков“ (2001), прев. Атанас Найденов
- What Women Want Men to Know: The Ultimate Book About Love, Sex and Relationships for You-and the Man You Love (2002)
Какво жените искат мъжете да знаят за тях : Най-новата кн. за любовта, секса и общуването : За теб и мъжа, когото обичаш, изд. „Дамян Яков“ (2004), прев. Мария Попова
- Confidence: Finding It And Living It (2005)
- How Did I Get Here?: Finding Your Way to Renewed Hope and Happiness When Life and Love Take Unexpected Turns (2005)
Как стигнах дотук? : как да намерим пътя към нова надежда и щастие, когато в живота и любовта настъпят неочаквани обрати, изд. „Дамян Яков“ (2010), прев. Анджела Лазарова
- Soul Shifts (2015)
- The Choice For Love (2017)